# Association pour l'autobiographie
Pour les articles homonymes, voir APA.
L'Association pour l'autobiographie (APA) est une association loi de 1901, reconnue d'intérêt général, créée en 1992 et cofondée par Philippe Lejeune. Elle est située à Ambérieu-en-Bugey.

## But
L'Association pour l'autobiographie et le patrimoine autobiographique (de son complet) reçoit tous les écrits autobiographiques inédits qui lui sont envoyés afin de constituer un fond consacré au patrimoine des écrits personnels sans qu'y ait été introduite de façon volontaire invention ou fiction (Mémoires, journal intime, récit, correspondances,  recherche universitaire sur le genre autobiographique...). Selon la volonté des déposants, les manuscrits peuvent être consultés ou gardés secret pendant une durée allant jusqu'à 50 ans. Chaque document est archivé, fait l'objet d'un échange de correspondance, d'une ou plusieurs lectures, et d'un compte rendu détaillé,.
Une fois par an, l'association organise « les journées de l'autobiographie » avec, notamment, l'académie d'Aix-Marseille dont elle est partenaire, et, tout au long de l'année, des manifestations culturelles et universitaires. 
L'association s'inscrit dans une mouvance européenne dont le « but est de faire reconnaître dans leur dignité et leur extraordinaire variété les vies écrites, d’aider, dans l’immédiat, à une meilleure transparence entre les individus, les conditions sociales et les cultures, et, pour l’avenir, de constituer une documentation inédite mise à la disposition des historiens, et des spécialistes des différentes sciences humaines. Nous avons le sentiment de contribuer, à notre manière, à créer l’identité de l’Europe et sa future mémoire. »
L'association conserve en 2024 354 mètres linéaires de journaux intimes, et reçoit environ une centaine de carnets par an, ainsi que de la correspondance. L’APA a reçu, de sa création à 2024, 4 473 dépôts dont un tiers de journaux intimes.
Parmi les auteurs de textes déposés, on compte Patrice Fay ou Ariane Grimm.

## Fonctionnement
L'association est animée par un conseil d'administration composé de 21 personnes, élues lors de l'assemblée générale annuelle. Le conseil d'administration se réunit trois fois par an et élit un bureau de 6 personnes chargé d'animer l'association au quotidien. Elle compte, en 2012, 700 membres en France et dans divers pays.

## Publications
- La Faute à Rousseau, revue paraissant trois fois par an, qui propose des dossiers thématiques et des réflexions sur le champ autobiographique.
- Le Garde-mémoire, publication annuelle qui regroupe les notes de lectures et les présentations des textes et documents transmis à l'association au cours de l'année antérieure.
- Les Cahiers de l'APA, recueils thématiques publiés en complément de La Faute à Rousseau.
- Un journal à soi (ou la passion des journaux intimes), catalogue de l'exposition « Un journal à soi » qui a eu lieu à la bibliothèque municipale de Lyon du 30 septembre au 27 décembre 1997, éditions Textuel, 2003.
- Chère APA - 30 ans de collecte autobiographique, ouvrage collectif publié par l'association à l'occasion de son trentième anniversaire, 2022, 148 p.
- Le blog Grains de sel créé en novembre 2020, qui accueille les contributions au jour le jour des adhérents et des amis de l'APA